# Мангольд фон Штернберг
Мангольд фон Штернберг (нем. Mangold von Sternberg, умер в 1283 году, встречается также рус. Манегольд фон Штернберг и нем. Manegold von Sternberg) — ландмейстер Тевтонского Ордена в Пруссии в 1280—1283 годах и в Ливонии в 1281—1283.
До своего назначения на ландмейстерский пост в 1280 году был комтуром замка Кёнигсберг. Возвращаясь с очередных выборов великого магистра Тевтонского ордена, на которых великим магистром стал Бурхард фон Шванден, он умер. За время ландмейстерства в Пруссии и Ливонии успел совершить несколько походов. В основном — в земли судовов.

## Война с судовами
На время его нахождения в должности прусской племя судовов совершило военный поход в Самбию. Однако заблаговременные действия рыцарей обезопасили местных жителей и большинство имущества от разграбления:

204. Об опустошении земли Самбийской
При этом магистре брате Манегольде судовы, наказанные братьями за вышеизложенные и прочие беды, чрезвычайно разгневались и, затаив против них сильное возмущение, собрали совет, каким образом отомстить за такое угнетение, и поскольку сами они этого сделать не могли, то, заручившись помощью литвинов, решительно вторглись в землю Самбии. Братья заранее обезопасили себя от этого. Вот почему они не могли сделать ничего другого, но только в течение 10 дней прошли по пределам упомянутой земли и дома, и все, что находилось за пределами замков и укреплений, сожгли и так, потеряв убитыми пять человек из своего войска, ушли.

К этому же времени относится и ответный поход братьев ордена в Судовию:

209. О разорении волости Сдовии, называемой Красима
Брат Манегольд, магистр, чтобы война судовская, мужественно начатая его предшественником, не затихла в его время, но ширилась бы всякий день, собрал всю силу войска своего и в день Сретения Господня вошёл в волость Судовии, называемую Красима, опустошая её огнём и мечом.

Эти походы были направлены прежде всего на обращение язычников в католичество. Военные действия велись до тех пор, пока язычники не принимали христианство и не покорялись ордену. К концу похода практически все судовы были либо покорены (как принявший христианство прусс Скуманд), либо уничтожены. Выражение «огнём и мечом», упоминающееся в Хронике и которое будет использовано историками для описания «зверств псов-рыцарей», по мнению Хартмута Бокмана является обычным описанием обычной средневековой войны.